# Pierre de Fermat
Pierre de Fermat (n. 17 august 1601, Beaumont, Midi-Pyrénées, Franța – d. 12 ianuarie 1665, Castres, Midi-Pyrénées, Franța) a fost un avocat, funcționar public și matematician francez, cunoscut pentru contribuțiile sale vaste în diferite domenii ale matematicii, precursor al calculului diferențial, geometriei analitice și calculului probabilităților. Lui Fermat îi este atribuit într-o măsură mai mică calculul modern, în special, pentru contribuția sa referitoare la tangente și punctele staționare. Fermat este considerat de unii autori „părinte” al calculului diferențial și al teoriei numerelor. A avut contribuții și în geometria analitică și probabilitate.

## Biografie
S-a născut în orașul Beaumont-de-Lomagne din Occitania. Tatăl  său, Dominic Fermat, era un bogat negustor de piei și consilier al orașului Beaumont-de-Lomagne. 
Copilăria și-a petrecut-o în orașul natal.
Sub presiunea familiei, Fermat s-a îndreptat spre o carieră în administrația civilă. În 1631 a fost numit consilier la Departamentul de Solicitări din Toulouse. 
Intră în corespondență cu consilierul Bernard Frenicle de Bessy din Paris, renumit pentru dexteritatea cu care rezolva probleme dificile de aritmetică.

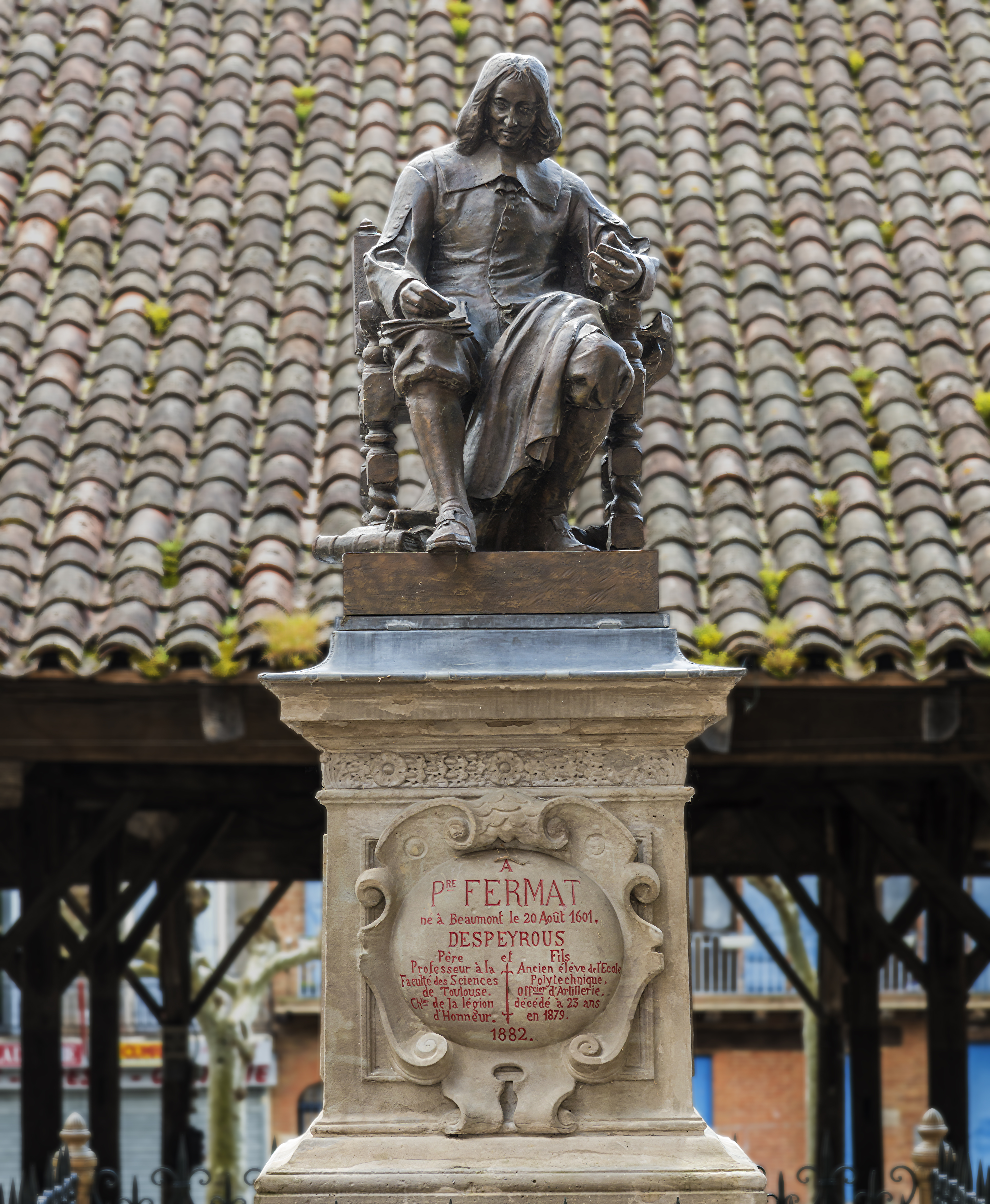
Monumentul lui Fermat în Beaumont-de-Lomagne.

Pasiunea lui Fermat pentru matematică l-a condus la studii și cercetări care au prefigurat calculul probabilităților și teoria numerelor.
La aceasta l-a stimulat și contactul cu René Descartes, al cărui admirator sincer era. Viața sa arată că cercetarea matematică poate avea loc numai prin satisfacțiile intrinseci, fără motivații exterioare ca realizarea unor lucruri de utilitate practică.
În 1652 a fost afectat de o formă a ciumei, care bântuia Europa acelor ani. A întreținut o vastă corespondență cu: Descartes, Pascal, Torricelli, Huygens, Digby, Wallis și Marin Mersenne.
Fiul său, Samuel Fermat, a continuat o parte din preocupările matematice ale tatălui său, publicându-și descoperirile în lucrarea: Doctrinae analyticae inventum novum ("Noua descoperire în doctrina analitică"), apărută în 1670.

## Activitate științifică
Ca matematician, Fermat era un autodidact. A adus contribuții deosebite în domeniul teoriei numerelor, geometriei analitice (alături de René Descartes) și a fost creator al calculului probabilităților (alături de Blaise Pascal).
A aplicat calculul diferențial pentru aflarea tangentei la o curbă (1639), stabilind astfel și o metodă generală pentru rezolvarea problemelor de maxim și de minim, metodă care ulterior a devenit celebră.
A descoperit derivata funcției putere.
A rezolvat cuadratura parabolei și a hiperbolei.
A calculat aria foliului lui Descartes și a buclei lui Agnesi.
A stabilit că subtangenta la cisoidă este proporțională între cele trei segmente cunoscute și pe baza acesteia a executat construcția tangentei la cisoidă.
A descoperit și a studiat spirala care îi poartă numele (spirala lui Fermat).
Între 1636 și 1658 a creat teoria numerelor: s-a ocupat de divizibilitatea numerelor și a stabilit un procedeu pentru aflarea sistematică a tuturor divizorilor unui număr.
De numele lui Fermat sunt legate două probleme principale din teoria numerelor:
- Marea teoremă a lui Fermat, în cazul când {\displaystyle n>2,} ecuația {\displaystyle x^{n}+y^{n}=z^{n}} nu poate avea ca rădăcini numere întregi, problemă rezolvată abia în 1994 de către Andrew Wiles.
- Mica teoremă a lui Fermat: dacă numărul prim p nu divide pe a, atunci {\displaystyle a^{p-1}\equiv 1{\pmod {p}},} demonstrată mai târziu de Euler.

Fermat s-a ocupat mult cu numerele perfecte, a arătat legătura acestora cu alte probleme de teoria numerelor.
În domeniul algebrei, Fermat a furnizat o metodă de eliminare a unei necunoscute între două ecuații cu două necunoscute și a întreprins numeroase cercetări în legătură cu teoria ecuațiilor.
A aplicat algebra în geometrie prin rezolvarea unor ecuații pe cale geometrică (rezolvarea grafică a ecuațiilor).
A rezolvat ecuații cu numere întregi, precum și cuadratura a mai multor curbe.
Fermat este unul dintre precursorii calculului probabilităților și a contribuit la deschiderea unei noi etape în teoria combinărilor.
L-au preocupat și pătratele magice.
A creat o serie de probleme recreative cu caracter paradoxal, cum este paradoxul vârstei.
Este autorul unor probleme de mecanică.
A inventat un aerometru și un hidroscop.

## Scrieri
- De inventione tangentium linearum curvarum
- 1636: Ad locas planos et solidos isagoge ("Introducere în studiul locurilor plane și solide"), lucrare publicată post mortem în 1679 și care conține tratarea elementară a problemelor de geometrie analitică, tratând în special locurile gometrice;
- De resolutione problematum geometricarum disertatio tripartite, lucrare ce tratează utilizarea ecuațiilor binome în rezolvarea grafică a ecuațiilor;
- Methodus ad diquirendam maximam et minimam.

Colecția lucrărilor lui Fermat a fost editată de către Tannery și Henry în perioada 1891 - 1896, în patru volume sub îndrumarea Academiei de Științe, iar Brassine a publicat în 1853 la Paris lucrarea Précis des oeuvres mathématiques de Fermat.